# Bohmte
Bohmte is een gemeente in de Duitse deelstaat Nedersaksen, gelegen aan de rivier Hunte in het Landkreis Osnabrück, niet ver ten noorden van het Teutoburger Woud.  De gemeente  telt 13.013 inwoners. Naburige steden zijn onder andere Bad Essen aan de zuidkant, Damme en Ostercappeln.
De gemeente bestaat uit ca. 3 dorpen en gehuchten, namelijk Bohmte, Hunteburg (volgens de Duitse Wikipedia met ca. 4.000 inwoners) en de combinatie van dorpjes Herringhausen-Stirpe-Oelingen.
De verdeling van het totaal aantal inwoners over de diverse dorpen en gehuchten wordt niet officieel bijgehouden, zodat hierover geen gegevens bekend zijn. Volgens de website van de gemeente had deze eind 2022 ongeveer 13.013 inwoners.
Het hoofddorp Bohmte heeft een klein station, waar stoptreinen op het traject Osnabrück - Bremen v.v. stoppen. Zie ook: Spoorlijn Wanne-Eickel - Hamburg.

## Geschiedenis, economie
Bohmte, waarvan de naam is afgeleid van boom ( boom die aangeplant is voor timmerhout) en wede (Nederduits voor bos), wordt voor het eerst in 1074 in een document vermeld.
In Hunteburg stond in de middeleeuwen aan de Hunte een kasteel, waar het dorp naar genoemd is. Ook in het bij de gemeente behorende Streithorst stond van ca. 1300 tot 1862 een kasteel van die naam.  Na de Reformatie zijn de meeste christenen in de gemeente evangelisch-luthers geworden.
In de gemeente is in de late 19e eeuw en in de vroege 20e eeuw korte tijd steenkool gedolven. De mijn raakte al voor de Tweede Wereldoorlog uitgeput. Tegenwoordig is voor de economie van de gemeente vooral de landbouw ( akkerbouw, kippenfokkerij e.d.) belangrijk. Te Bohmte zelf is een fabriek van gespecialiseerde, grote kampeerauto's gevestigd. In Hunteburg staat een machinefabriek; bij het dorp vindt (al sinds 1909) op vrij kleine schaal nog turfwinning plaats.

## Bezienswaardigheden e.d.
Het dorp Hunteburg ligt ca. 10 km ten noorden van Bohmte zelf en grenst aan het Dümmer-natuurpark.
Bezienswaardig is het 17e-eeuwse kerkje in het bij de gemeente behorende dorp Ahrenshorst.
De rooms-katholieke Johanneskerk te Bohmte dateert oorspronkelijk uit de 18e eeuw. In 1949 werd de huidige kerktoren gebouwd. In 1960 werd het gebouw zelf volledig vernieuwd. Slechts fragmenten van het oude kerkje zijn bewaard gebleven. Het 17e- 18e-eeuwse interieur, in barokstijl, uit het oude kerkje, is wel bewaard gebleven en is bezienswaardig.
De combinatie van dorpjes Herringhausen-Stirpe-Oelingen ligt ca. 5–7 km ten zuidwesten van het hoofddorp direct aan de noordkam van het Teutoburger Woud.
In Bohmte zelf bevindt zich de Bohmter Kotten, een in een vakwerkhuis gevestigd dorpscentrum, in feite een kulturhus, en ook de Haupt- und Realschule Bohmte.

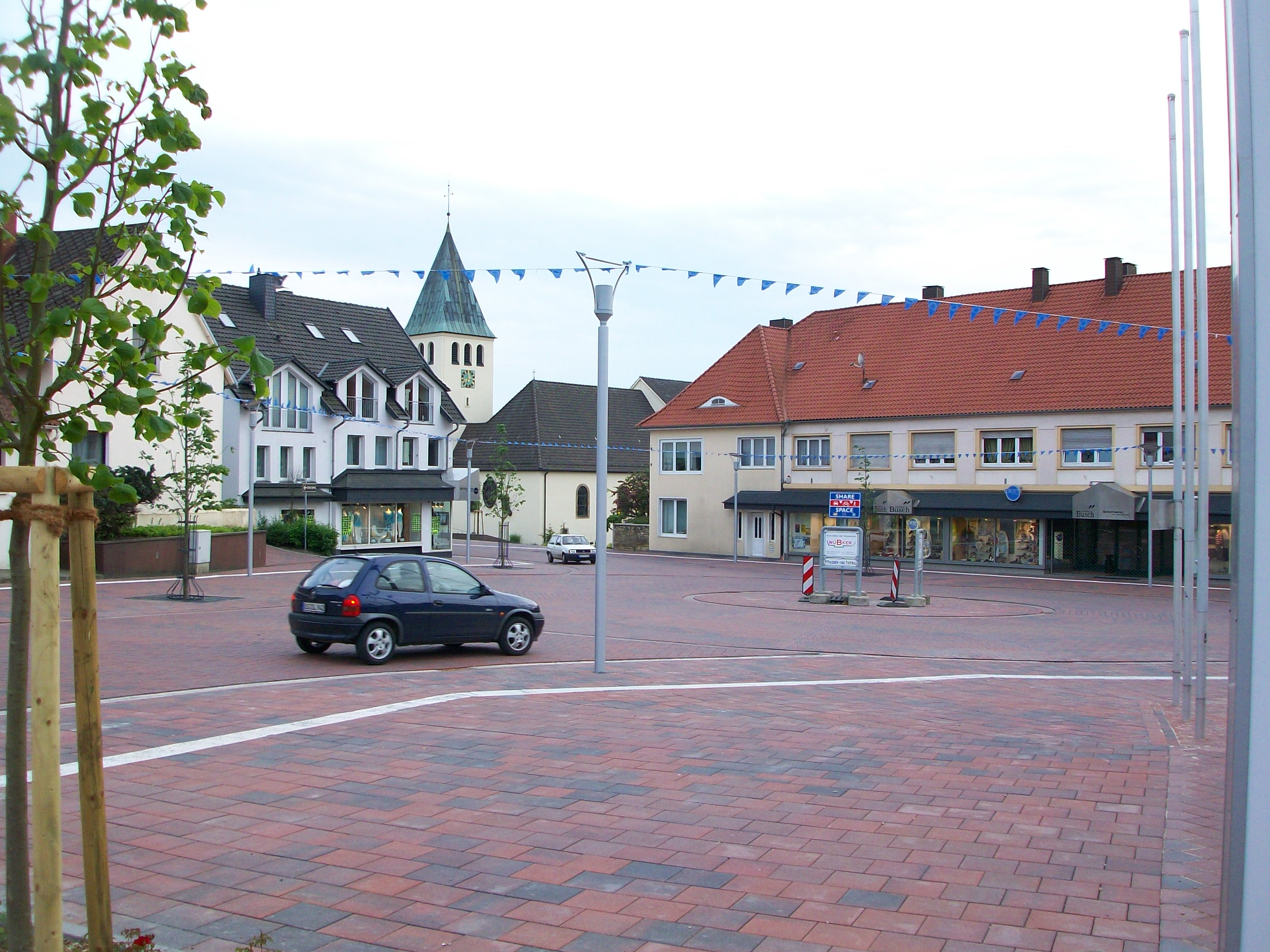
De Shared Space in Bohmte
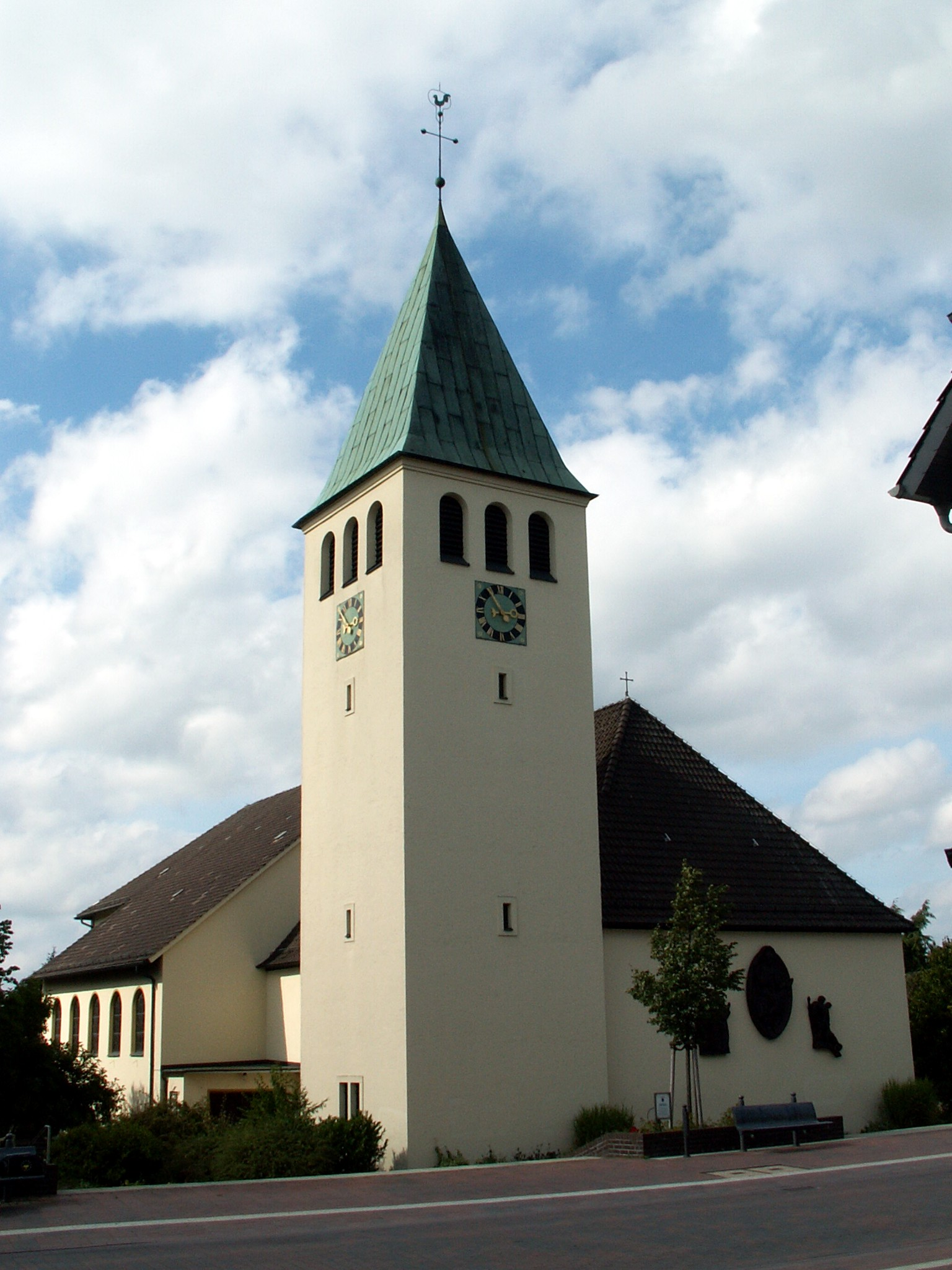
Johanneskerk, Bohmte
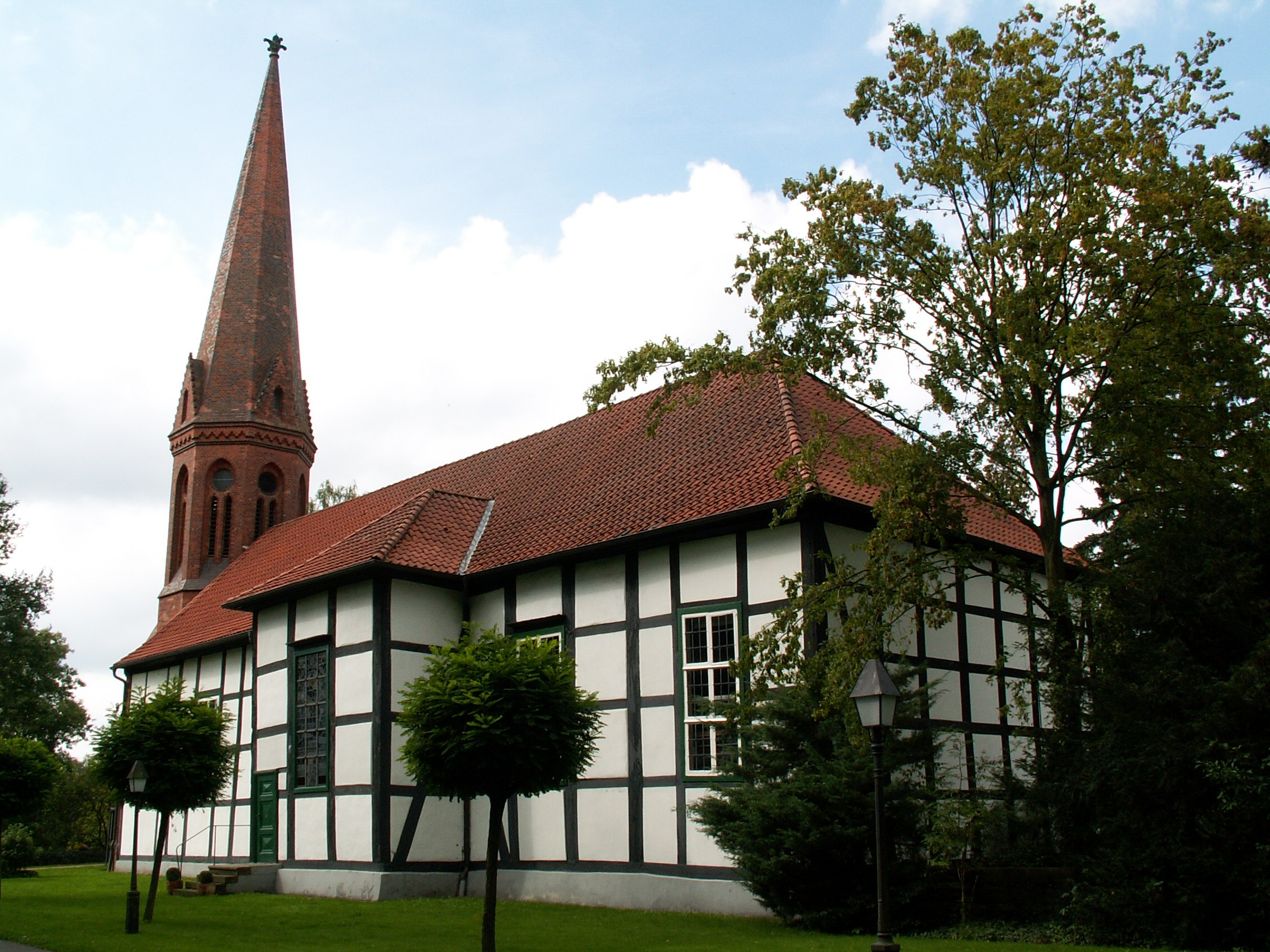
Kerkje in Ahrenshorst
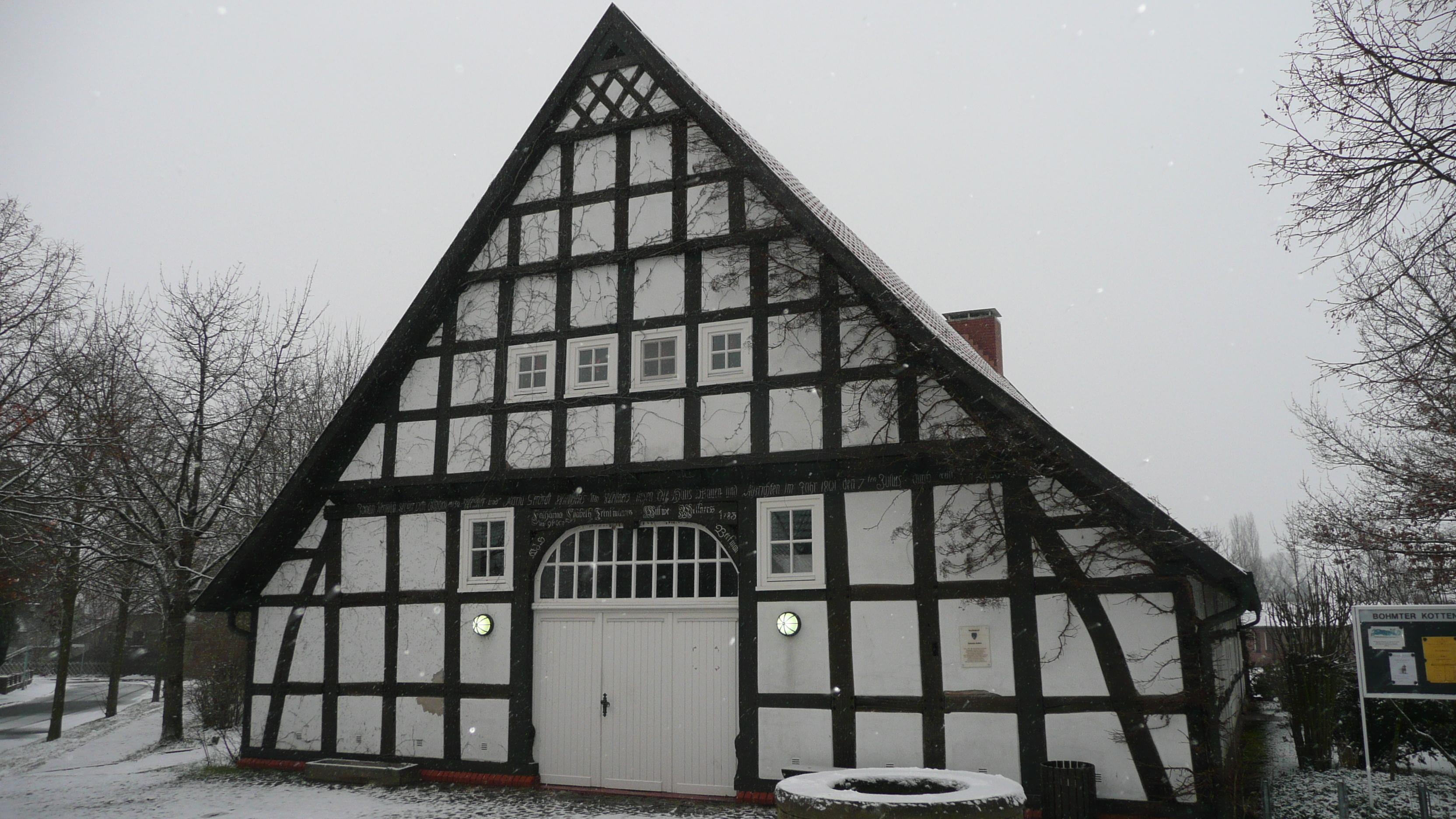
Bohmter Kotten

## Partnergemeenten
- Gützkow, Landkreis Vorpommern-Greifswald, Mecklenburg-Voor-Pommeren (sedert 1991)
- Bolbec, Seine-Maritime, Frankrijk (sedert 1966)

- Gemeinsame Normdatei: 4398806-4
- MusicBrainz: 2360bdc0-97e9-4726-91d9-c3aee78e3a88
- Virtual International Authority File: 235652688
- WorldCat: E39PBJpYxH67ptgvkjFHjFWYyd

Alfhausen · 
Ankum · 
Bad Essen · 
Bad Iburg · 
Bad Laer · 
Bad Rothenfelde · 
Badbergen · 
Belm · 
Berge · 
Bersenbrück · 
Bippen · 
Bissendorf · 
Bohmte · 
Bramsche · 
Dissen am Teutoburger Wald · 
Eggermühlen · 
Fürstenau · 
Gehrde · 
Georgsmarienhütte · 
Glandorf · 
Hagen am Teutoburger Wald · 
Hasbergen · 
Hilter am Teutoburger Wald · 
Kettenkamp · 
Melle · 
Menslage · 
Merzen · 
Neuenkirchen · 
Nortrup · 
Ostercappeln · 
Quakenbrück · 
Rieste · 
Voltlage · 
Wallenhorst